# 27e cérémonie des Kids' Choice Awards

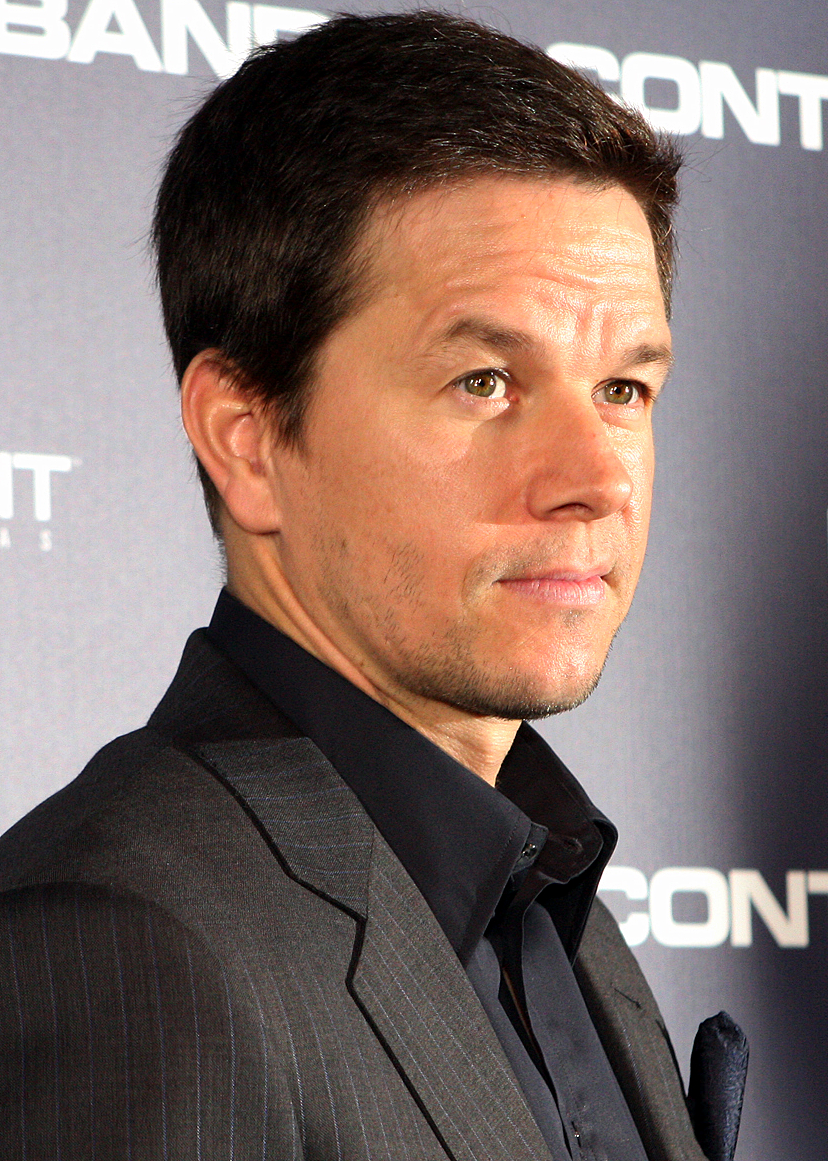
Mark Wahlberg

La 27e cérémonie des Kids' Choice Awards s'est tenue le 29 mars 2014, au Galen Center, à Los Angeles, en Californie. L'acteur Mark Wahlberg a organisé la cérémonie. Le « tapis orange » a été installé devant le Galen Center sur les trottoirs du boulevard Jefferson. L'émission a été diffusée sur Nickelodeon à partir de 20 h. à 21 h 36 ET / PT et la bande retardée pour la côte ouest aux États-Unis et au Canada, ainsi que le reste des chaînes internationales de Nickelodeon, dont certaines ont contribué à des récompenses locales et à des segments locaux liés à la diffusion américaine. Le vote était disponible dans le monde entier sur dix-sept sites de vote dans différents pays et régions, ainsi que le vote mobile selon la région. La « pré-émission du tapis orange des Kids’s Choice Awards » a été diffusée sur le Web avant la remise des prix.

## Présentateurs, interprètes et cascades

### Hôte
- Mark Wahlberg
- Jeff Sutphen, Sydney Park et Ryan Newman (tapis orange)

### Interprètes musicaux
- Todrick Hall - Mélange des Kids 'Choice Awards
- Austin Mahone - " Mmm Yeah " (pré-show)
- Aloe Blacc " Wake Me Up " / " The Man " (avec le chœur d'enfants MUSYCA[2])
- Auteurs américains - " Meilleur jour de ma vie "

### Présentateurs
| - Lea Michele - LL Cool J - Pharrell Williams - Kaley Cuoco - Michael Strahan - Chris Rock - Zahra Savannah Rock - America Ferrera - Will Arnett - Jayma Mays - Ariana Grande - Cameron Ocasio - Maree Cheatham - Zoran Korach - Kenan Thompson (via video) - Kel Mitchell - Nathan Kress - Noah Munck | - Christopher Massey - Victoria Justice - Leon Thomas III - Avan Jogia - Matt Bennett - Daniella Monet - Drake Bell - Josh Peck - Chris Evans - Kristen Bell - Ryan Seacrest (via video) - Keith Urban (via video) - Harry Connick, Jr. (via video) - Andy Samberg - Brie and Nikki Bella - John Cena - Jim Parsons - Queen Latifah (via video) |

| - The stars of Duck Dynasty - Shaun White - Cody Simpson - Austin Mahone - One Direction (via video) - Optimus Prime (voiced by Peter Cullen) (via video screen) - Nicola Peltz - Jack Reynor - David Blaine | - Debby Ryan - Tia Mowry-Hardrict - Carlos Pena Jr. - Zendaya - Jake Short - Bella Thorne - James Maslow - Peta Murgatroyd - Kendall Schmidt - Sophia Grace & Rosie |

## Gagnants et nommés
- Les nommés ont été annoncés le 24 février 2014[5].
- Les gagnants sont répertoriés en premier, en gras . Les autres candidats sont classés par ordre alphabétique[6],[7].

### Films
| Film préféré | Acteur de cinéma préféré |
| --- | --- |
| - Hunger Games: L'Embrasement - Iron Man 3 - Oz le Grand et puissant - Les Schtroumphs 2 | - Adam Sandler - Grown Ups 2 en tant que Lenny Feder - Johnny Depp - The Lone Ranger en tant que Tonto - Robert Downey Jr. - Iron Man 3 en tant que Tony Stark / Iron Man - Neil Patrick Harris - Les Schtroumpfs 2 en tant que Patrick Winslow                   |
| Actrice de cinéma préférée | Film d'animation préféré |
| - Jennifer Lawrence - The Hunger Games: Catching Fire en tant que Katniss Everdeen - Sandra Bullock - Gravity en tant que Dr. Ryan Stone - Mila Kunis - Oz le grand et puissant en tant que Theodora - Jayma Mays - Les Schtroumpfs 2 en tant que Grace Winslow                               | - Congelé - Tempête de boulettes géantes 2 - Moi, Moche et Méchant 2 - Université de monstres |
| Voix favorite d'un film d'animation | Buttkicker masculin préféré |
| - Miranda Cosgrove - Despicable Me 2 en tant que Margo - Steve Carell - Despicable Me 2 en tant que Gru - Billy Crystal - Monsters University en tant que Michael "Mike" Wazowski - Katy Perry - Les Schtroumpfs 2 en Schtroumpfette                                                          | - Robert Downey Jr. - Iron Man 3 en tant que Tony Stark / Iron Man - Johnny Depp - The Lone Ranger en tant que Tonto - Hugh Jackman - Le Wolverine en tant que Logan / Wolverine - Dwayne Johnson - GI Joe: Représailles en tant que Marvin F. Hinton / Roadblock |
| Buttkicker féminin préféré | |
| - Jennifer Lawrence - The Hunger Games: Catching Fire en tant que Katniss Everdeen - Sandra Bullock - Gravity en tant que Dr. Ryan Stone - Evangeline Lilly - Le Hobbit: la désolation de Smaug en tant que Tauriel - Jena Malone - The Hunger Games: Catching Fire en tant que Johanna Mason | |

### Télévision
| Émission de télévision préférée | Acteur de télévision préféré |
| --- | --- |
| - Sam & Cat - La théorie du Big Bang - Bonne Chance Charlie - Jessie | - Ross Lynch - Austin & Ally en tant que Austin Moon - Benjamin Flores Jr. - The Haunted Hathaways en tant que Louie Preston - Jack Griffo - The Thundermans en tant que Max Thunderman - Jake Short - ANT Farm en tant que Fletcher Quimby |
| Actrice de télévision préférée | Émissions de télé-réalité préférées |
| - Ariana Grande - Sam & Cat comme Cat Valentine - Jennette McCurdy - Sam & Cat en tant que Sam Puckett - Bridgit Mendler - Bonne chance Charlie en tant que Teddy Duncan - Debby Ryan - Jessie en tant que Jessie Prescott | - Anéantir - L'Amérique a du talent - Idole américaine - La voix |
| Dessin anime prefere | Compagnon d'animal animé préféré |
| - Bob l'éponge Carré - Temps de l'aventure - Phineas et Ferb - Teenage Mutant Ninja Turtles | - Patrick Star - SpongeBob SquarePants - Perry l'ornithorynque - Phineas et Ferb - Sparky - Les parents assez étranges - Waddles - Gravity Falls                                                                                            |

### La musique
| Groupe de musique préféré                                                | Chanteur masculin préféré |
| ------------------------------------------------------------------------ | --- |
| - Une direction - Macklemore et Ryan Lewis - Bordeaux 5 - Une république | - Justin Timberlake - Bruno Mars - Pitbull - Pharrell Williams |
| Chanteuse préférée                                                       | Chanson préférée |
| - Selena Gomez - Lady Gaga - Katy Perry - Taylor Swift                   | - " Histoire de ma vie " - One Direction - " Je savais que tu avais des problèmes " - Taylor Swift - " Roar " - Katy Perry - " Balle de démolition " - Miley Cyrus |

### Divers
| Jeu d'application préféré | Livre préféré                                                                            |
| --- | ---------------------------------------------------------------------------------------- |
| - Moi, moche et méchant: Minion Rush - Angry Birds Star Wars II - Candy crush saga - Temple Run | - Journal d'une série Wimpy Kid - Série Harry Potter - Le Hobbit - La série Hunger Games |
| Étoile drôle préférée | Jeu vidéo préféré                                                                        |
| - Kevin Hart - Grudge Match en tant que Dante Slate, Jr. - Kaley Cuoco - The Big Bang Theory en tant que Penny - Andy Samberg - Brooklyn Nine-Nine comme Jake Peralta, Saturday Night Live comme lui-même - Sofía Vergara - Famille moderne en tant que Gloria Delgado-Pritchett | - Just Dance 2014 - Angry Birds Star Wars - Disney Infinity - Minecraft                  |
| Athlète le plus enthousiaste | KCA Fan Army                                                                             |
| - Dwight Howard - Cam Newton - David Ortiz - Richard Sherman | - Sélénateurs - Arianators - Direction - JT Superfans                                    |
| Ultimate Slime Stunt | Prix de la reussite de vie                                                               |
| - Ultimate Slime Rodeo - Course de baignoires à grande vitesse - Parcours d'obstacles glissants | - Dan Schneider                                                                          |